# 陈少健
陈少健（1923年—2005年），原名童永珍，女，江苏江都人，中华人民共和国政治人物，曾任黑龙江省妇女联合会副主任，中华全国妇女联合会宣传教育部部长。